# Рафал Вольський
Рафал Вольський (пол. Rafał Wolski, нар. 10 листопада 1992, Козеніце) — польський футболіст, півзахисник клубу «Легія».

## Клубна кар'єра
Народився 10 листопада 1992 року в місті Козеніце. Вихованець юнацьких команд футбольних клубів «Ястржонб Гловачов» та «Легія».
У дорослому футболі дебютував 2010 року виступами за основну команду «Легії». З наступного сезону 2011/12 молодий півзахисник став стабільно з'являтися на поле в основному складі команди.

## Виступи за збірну
З 2011 року залучається до складу молодіжної збірної Польщі. На молодіжному рівні зіграв у 4 офіційних матчах, забив один гол.

## Досягнення
- Володар Кубка Польщі (3):

«Легія» (Варшава): 2011, 2012
«Лехія» (Гданськ): 2019
- Володар Суперкубка Польщі (1):

«Лехія» (Гданськ): 2019